# Mycalesis macromalayana
Mycalesis macromalayana är en fjärilsart som beskrevs av Hans Fruhstorfer 1911. Mycalesis macromalayana ingår i släktet Mycalesis och familjen praktfjärilar. Inga underarter finns listade i Catalogue of Life.